# Alexei Berest
Alexei Prokopjewitsch Berest (russisch: Алексей Прокопьевич Берест, ukrainisch: Олексій Прокопович Берест; * 8. März 1921 in Horjaistiwka, Oblast Sumy, heute Ukraine; † 3. November 1970 in Rostow am Don, heute Russland) war ein Leutnant der Roten Armee.
Berest war möglicherweise einer von drei Soldaten, die am 30. April 1945 zum Abschluss der Schlacht um Berlin bei Ende des Zweiten Weltkriegs eine Sowjetflagge auf dem Reichstagsgebäude hissten. Auf dem berühmten Foto Auf dem Berliner Reichstag, 2. Mai 1945 ist Berest nicht zu sehen. Der Fotograf Jewgeni Chaldej ließ die Szene zwei Tage später mit verschiedenen Rotarmisten nachstellen. Berest wurde unter anderem mit dem massenhaft verliehenen Rotbannerorden ausgezeichnet.
Nach dem Krieg war er drei Jahre im Gulag interniert. Berest wurde 1970 beim Versuch, ein Kleinkind von einem Gleis zu retten, von einem anfahrenden Zug überfahren und starb an den Folgen des Unfalls.
Im Mai 2005 wurde er nachträglich als Held der Ukraine und im Juli 2025 als Held der Russischen Föderation ausgezeichnet.

## Auszeichnungen
- Medaille „Für die Einnahme Berlins“
- Orden des Vaterländischen Krieges
- Held der Ukraine (posthum)